# Prosymnos
Dans la mythologie grecque, Prosymnos (en grec ancien Πρόσυμνος / Prósymnos) ou Polymnos (Πόλυμνος / Pólymnos) est un berger et l'amant posthume du dieu Dionysos.

## Mythe de Prosymnos et Dionysos
Après la mort de sa mère Sémélé, tuée par la foudre de Zeus, le dieu du vin Dionysos décide de se rendre aux Enfers pour aller la sauver. En chemin, il rencontre un berger du nom Prosymnos et lui demande des renseignements.
Prosymnos tombe aussitôt amoureux du jeune Dieu et accepte de lui montrer le chemin en plongeant avec lui dans le lac de Lerne, qui communique avec le royaume d'Hadès. Cependant, il demande à Dionysos de lui promettre qu'il le récompensera par quelque plaisir charnel lorsqu'il sera revenu des Enfers,.
Dionysos promet qu'il exaucera le souhait de Prosymnos s'il échappe aux dangers du voyage, mais lorsqu'il revient des Enfers, Prosymnos est déjà mort. Le dieu décide malgré tout de tenir sa promesse. Il taille alors un morceau de figuier en forme de phallus qu'il fixe sur la tombe de Prosymnos, et s'assoit nu sur la pointe de celui-ci.
Cette histoire n'est racontée intégralement par aucune des sources habituelles de la mythologie grecque, bien que plusieurs d'entre elles y fassent allusion. Elle a été reconstituée à partir de textes écrits par des auteurs chrétiens comme Clément d'Alexandrie. Ce dernier considère d'ailleurs les processions de phallus lors des Dionysies comme un rappel de cet événement.

## Existence de rites homosexuels
Il existe une hypothèse selon laquelle des rites homosexuels associés au mythe de Prosymnos auraient existé à Argos, mais sans qu'aucune réponse définitive ne soit apportée. 
L'écrivain et géographe grec Pausanias évoque cependant des pratiques qu'il considère comme impies. Il est possible que ces rites fassent partie de certaines pratiques mentionnées également par Plutarque et qui auraient perduré jusqu’à la fin de l’Antiquité.
Des rites nocturnes annuels avaient également lieu au lac Alcyonien à l'époque classique. Cependant, Pausanias refuse de les décrire.

## Histographie
Le mythe de Prosymnos a été étudié par Bernard Sergent dans L'homosexualité dans la mythologie grecque en 1984.